# Beatrice Utondu
Beatrice Utondu (sinh ngày 23 tháng 11 năm 1969) là một cựu vận động viên chạy nước rút từ Nigeria, người đã giành huy chương đồng Olympic ở nội dung tiếp sức 4 x 100 mét tại Barcelona 1992. Bà chuyên về sự kiện 100 mét, thiết lập cá nhân tốt nhất là 11,40 giây trong Giải vô địch thế giới năm 1991 và trở thành nhà vô địch châu Phi trong sự kiện năm 1993.
Cô cũng đã giành được cú nhảy xa trong Đại hội Thể thao toàn châu Phi năm 1987.

## Thành tích
| Năm                  | Giải đấu                   | Địa điểm             | Thứ hạng             | Nội dung             | Chú thích            |
| Representing Nigeria | Representing Nigeria       | Representing Nigeria | Representing Nigeria | Representing Nigeria | Representing Nigeria |
| -------------------- | -------------------------- | -------------------- | -------------------- | -------------------- | -------------------- |
| 1986                 | World Junior Championships | Athens, Hy Lạp       | 15th (q)             | Long jump            | 5.83 m               |
| 1987                 | All-Africa Games           | Nairobi, Kenya       | 1st                  | Long jump            | 6.45 m               |